# آرامگاه شماره ۸۷۱ کوه چیلسونگ
اعتقاد بر این است که آرامگاه شماره ۸۷۱ کوه چیلسئونگسان، مقبره پادشاه تجو، پادشاه سیندائه یا پادشاه گوگوکچئون، پادشاه سانسانگ و پادشاه دونگچئون از گوگوریو است.
این یک آرامگاه سلطنتی گوگوریو است که در دامنه شرقی کوه چیلسونگسان، غرب تونگگوها (通溝河) در شهر جی‌آن، استان جیلین، چین واقع شده است. این بنا در طول بررسی میدانی در سال ۱۹۹۷ به عنوان چیلسونگسان ۰۸۷۱ (JQM ۸۷۱) ثبت شد و در طول ثبت یونسکو در سال ۲۰۰۴ به عنوان یک آرامگاه سلطنتی به همراه جانگچونچونگ و تائوانگ‌نئونگ به ثبت رسید. این یک آرامگاه سنگی بزرگ به شکل مربع گرد با ابعاد تقریبی ۶۰ متر در یک ضلع است که به سبک آبشاری ساخته شده است. بخشی از دیوار شرقی هنوز یک سنگ بنای تخته‌ای شکل را که بر روی سطح بالایی آبشار نصب شده است، حفظ کرده است که می‌توان گفت عنصری است که به خوبی ویژگی‌های مقبره‌های سنگی اولیه را نشان می‌دهد. این جنبه مشابه مانبوجونگ شماره ۲۴۲ و ماسئونگو شماره ۲۳۸۵ است.